# Donna Strickland
Donna Strickland   (Guelph, 27 de maig de 1956) és una física canadenca guardonada amb el premi Nobel i és pionera en el camp dels làsers. La tècnica que va desenvolupar, anomenada chirp pulse amplification, s'usa per produir polsos ultracurts amb una intensitat molt alta, per a aplicacions en gravat làser, cirurgia, medicina i en estudis de ciència fonamental. Actualment és professora associada del departament de Física i Astrofísica de la Universitat de Waterloo.
Es va graduar en física a la Universitat McMaster el 1981 i va obtenir el títol de Doctora en Física amb especialitat en òptica a la Universitat de Rochester. La seva tesi doctoral es va titular "Development of an ultra-bright laser and an application to multi-photon ionization" i va estar supervisada per Gérard Mourou. El 2018 va guanyar el premi Nobel de Física, compartit amb el aleshores ja col·lega seu Gérard Mourou, pels seus treballs en la física dels làsers.